# 令和4年台風第22号
令和4年台風第22号（れいわ4ねんたいふうだい22ごう）は、2022年10月27日にフィリピンの東の海上で発生し、10月29日にフィリピンに上陸した台風である。アジア名は「ナルガエ（Nalgae）」。

## 経過

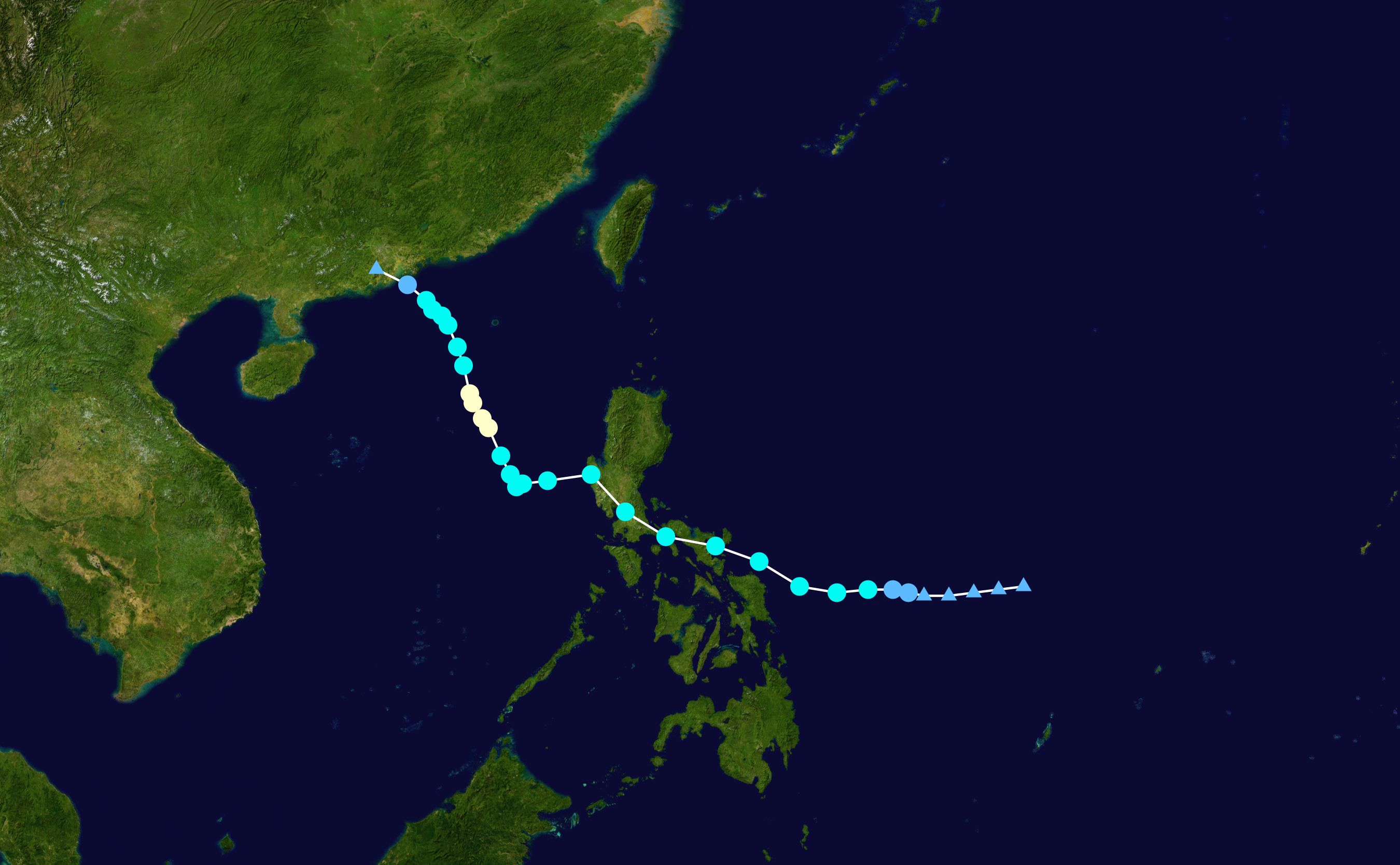
台風22号の進路図

10月26日午前9時に気象庁は、日本の南海上で熱帯低気圧が発生したと、天気図上に示した。
また、発生した熱帯低気圧が24時間以内に台風へ発達する恐れがあると発表した。
10月27日午前9時、 気象庁は、熱帯低気圧が台風に発達したと発表した。
10月28日午前9時頃、強風域が拡大し大型の台風となった。

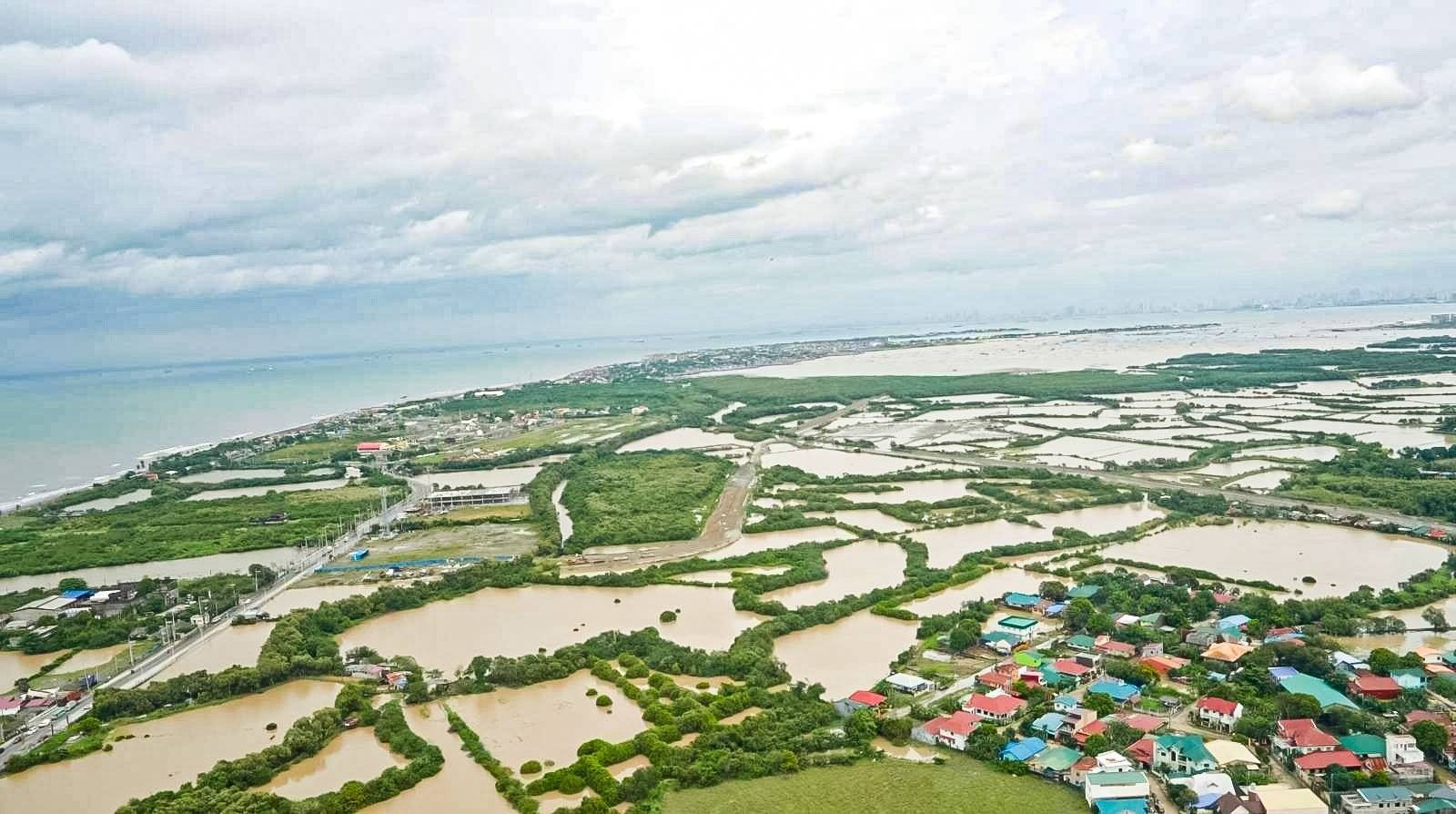
洪水の被害を受けたガヴィデ州の空中写真

10月29日中心気圧985hPa、最大風速25m/sでフィリピン カタンドゥアネス州に上陸した。
また、台風の南東部の雲がベトナム南部にかかり、ロンアン省にて大雨を観測した。
さらに、ミンダナオ島のマギンダナオ州では、洪水に加えて土砂崩れや鉄砲水が発生した。
政府の災害対策当局は、フィリピン全土で98人が死亡し63人が行方不明になっていると発表した。
10月31日午後3時頃、中心気圧975hPaとなり、暴風域を伴った。
11月1日正午頃から、徐々に強風域が縮小していき、翌日午前3時には暴風域が消滅すると同時に大型の台風ではなくなった。

熱帯低気圧に変わる22号

11月3日午前9時、南シナ海で熱帯低気圧に降格した。
また、最終的にフィリピンでの死者は101人、行方不明者は66人まで増加した。

## 影響
フィリピン

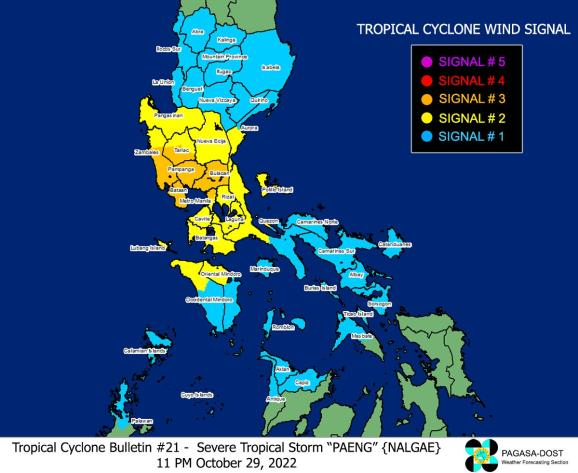
PAGASAが発表した警報

PAGASA はビコル地方と東ビサヤにシグナル1の警告を発した。
PAGASA は、後にこれらの警報をシグナル2の警報に変更した。さらに、カラガ地方、中央ビサヤ、ミマロパ地方、及びカラバルソンに追加でシグナル1の警告を発した。
また、台風の影響で10月28日と29日には100便以上のフライトが中止された。
香港
台風が11月2日にかけて香港に接近したため、香港天文台は強風警報を発令した。
警報は11月4日までに解除された。

## 被害
フィリピン

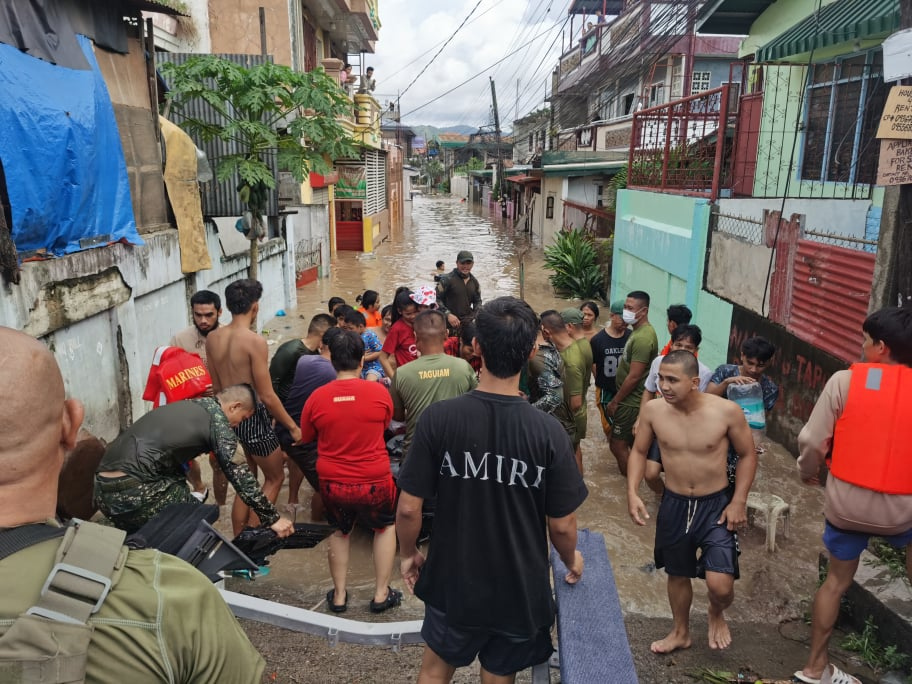
サンボアンガ市での洪水救援活動

11月6日までに、台風による土砂崩れと洪水により101人が死亡し、66 人が行方不明になっていると報告された。
11月2日、大統領は、大統領布告第84号により、カラバルソン、ビコル、西ビサヤ、およびバンサモロ地域に災害状態を宣言した。
香港
香港では死者は出なかったものの、女性1人が負傷し入院した。

## その他
この台風のアジア名である「ナルガエ」は、この台風限りで使用中止となった。